# Бирюков, Семён Сергеевич
Семён Серге́евич Бирюко́в (15 сентября 1919, Русский Ноледур, Уржумский уезд, Вятская губерния, РСФСР — 16 августа 1992, Йошкар-Ола, Марий Эл, Россия) — советский партийный и хозяйственный деятель, педагог. Директор Марийского республиканского треста «Скотооткорм» (1960-е). Участник Великой Отечественной войны. Член ВКП(б).

## Биография
Родился 15 сентября 1919 года в дер. Русский Ноледур ныне Мари-Турекского района Марий Эл в семье крестьян-середняков.
В 1938 году окончил Нартасский сельскохозяйственный техникум. Затем вместе с семьёй переехал в Грузию.
В декабре 1940 года призван в РККА Зестафонским райвоенкоматом Грузинской ССР. Участник Великой Отечественной войны: командир топографического отделения 16 гвардейской пушечной артиллерийской бригады, гвардии старший сержант. Дослужился до старшего лейтенанта. Демобилизовался в июне 1946 года. Награждён орденами Славы III степени, Отечественной войны II степени, Красной Звезды и медалями, в том числе медалью «За отвагу».
После войны вернулся на родину, где работал учителем, был партийным работником. В 1956 году окончил Горьковскую областную партийную школу. С 1956 года в Новоторъяльском районе Марийской АССР: секретарь райкома КПСС, директор МТС. В 1960-е гг. — директор республиканского треста «Скотооткорм». 
Ушёл из жизни 16 августа 1992 года в Йошкар-Оле.

## Награды
- Орден Славы III степени (03.05.1945)[3]
- Орден Отечественной войны I степени (06.04.1985)[3]
- Орден Красной Звезды (27.01.1945)[3]
- Орден «Знак Почёта» (1966)[2]
- Медаль «За отвагу» (25.01.1943)[3]
- Медаль «За оборону Ленинграда» (22.12.1942)[3]
- Медаль «За взятие Кёнигсберга»[3]
- Медаль «За победу над Германией в Великой Отечественной войне 1941—1945 гг.» (09.05.1945)[3]
- Медаль «За взятие Берлина» (09.06.1945)[3]
- Медаль «За доблестный труд. В ознаменование 100-летия со дня рождения Владимира Ильича Ленина»
- Почётная грамота Президиума Верховного Совета Марийской АССР (1965)[2]